# 村松岐夫
村松 岐夫（むらまつ みちお、1940年1月3日 - ）は、日本の政治学者。専門は、行政学・地方自治論。学位は、法学博士（京都大学・1984年）。京都大学名誉教授。日本学士院会員、文化功労者。瑞宝中綬章。
京都大学法学部教授、京都大学評議員、京都大学大学院法学研究科教授、京都大学大学院法学研究科研究科長、京都大学法学部学部長、学習院大学法学部教授などを歴任した。

## 概要
静岡県出身の政治学者である。政治学界で従来主流を占めていた官僚優位論に疑問を持ち、新たに政党優位論を提唱した。さらに、戦前戦後断絶論の見地から、日本の行政官僚制や地方公共団体を実証的に分析し、太平洋戦争後の日本の政治体制は多元的な統治構造を持つことを明らかにした。その結果、日本の政治学界・行政学界に日本型多元主義論や地方政治論といった新たな潮流が生まれるなど、多大な影響を及ぼした。後進の育成にも力を注ぎ、京都大学や学習院大学にて教鞭を執った。また、猪口孝、大嶽秀夫と共に、学術雑誌『レヴァイアサン』を創刊したことでも知られている。

## 来歴

### 生い立ち
1940年、静岡県小笠郡掛川町にて生まれた。静岡県立掛川西高等学校を1958年3月に卒業すると、京都大学に進学し、法学部にて学んだ。1962年3月、京都大学を卒業した。

### 研究者として
大学卒業後は母校で教鞭を執ることになり、1962年4月より京都大学法学部で助手を務めた。1964年5月、京都大学法学部助教授に昇任した。1976年3月、京都大学法学部教授に昇任した。法学部においては一貫して行政学講座を担当した。1978年に発足した大平正芳政権の下では、直属の政策研究会の一つ「多元化社会の生活関心研究グループ」（議長：林知己夫統計数理研究所長）の研究員を担った。この間、博士論文「戦後日本の官僚制」を執筆し、1984年3月23日に京都大学より法学博士を授与されている。大学院重点化に伴い、1992年4月より京都大学大学院法学研究科教授の方が本務となった。法学研究科では現代政治行政分析講座を担当した。京都大学においては要職を歴任しており、1990年3月から1992年3月にかけて評議員を兼務し、1995年4月から1997年3月にかけては法学研究科の研究科長と法学部の学部長を同時に兼務した。また、1998年から2001年にかけては、国際日本文化研究センターにて教授を兼任していた。2003年3月、京都大学を退職した。同年4月、京都大学より名誉教授の称号が授与された。
2003年4月より学習院大学に転じ、法学部の教授に就任した。法学部においては政治学科の講義を担当した。2010年3月、学習院大学を退職した。2003年4月、紫綬褒章を受章。2014年4月、瑞宝中綬章を受章。2014年12月12日、日本学士院会員に選任された。2017年11月には、文化功労者として顕彰された。行政学・地方自治論の分野から文化功労者として顕彰されるのは、史上初めてとなる。

## 研究
専門は政治学であり、特に行政学や地方自治論といった分野の研究に従事した。理論仮説の妥当性を客観的なデータに基づいて検証する理論化指向と実証研究指向を特徴としており、統計調査の手法を確立するなど、政治学に実証主義の考え方を導入した。
1981年には『戦後日本の官僚制』でサントリー学芸賞を受賞した。この中で戦後日本の官僚制について提唱した政党優位論は、それまで辻清明や西尾勝ら東京大学の行政学系列の学者を中心に唱えられていた官僚優位論と異なるものであり、注目を集めた。しかし、2010年3月6日の学習院大学退職記念最終講義において、村松は西尾自身は官僚優位論を唱えていないことを指摘した上で、実際の論争の相手は京都大学の先輩諸学者であったと言明している。1989年度には『地方自治』で藤田賞を受賞した。
1987年には、猪口孝や大嶽秀夫と共に学術雑誌『レヴァイアサン』を創刊するなど、実証主義的な政治学の発展に貢献した。

## 略歴
- 1940年 - 静岡県小笠郡掛川町にて誕生[3]。
- 1958年 - 静岡県立掛川西高等学校卒業
- 1962年
  - 京都大学法学部卒業
  - 京都大学法学部助手
- 1964年 - 京都大学法学部助教授
- 1976年 - 京都大学法学部教授
- 1990年 - 京都大学評議員
- 1992年 - 京都大学大学院法学研究科教授
- 1995年
  - 京都大学大学院法学研究科研究科長
  - 京都大学法学部学部長
- 1998年 - 国際日本文化研究センター教授
- 2003年
  - 京都大学退職。
  - 学習院大学法学部教授
  - 京都大学名誉教授
- 2010年 - 学習院大学退職。
- 2014年 - 日本学士院会員[2]

## 賞歴
- 1981年 - サントリー学芸賞[9]
- 1989年 - 藤田賞[11]

## 栄典
- 2003年 - 紫綬褒章[2]
- 2014年 - 瑞宝中綬章[2]
- 2017年 - 文化功労者[6]

## 著作

### 単著
- 『戦後日本の官僚制』（東洋経済新報社、1981年）
- 『地方自治』（東京大学出版会、1988年）

Local Power in the Japanese State, trans. by Betsey Scheiner and James White, (University of California Press, 1997).
- 『日本の行政――活動型官僚制の変貌』（中央公論社［中公新書］、1994年）
- 『行政学教科書――現代行政の政治分析』（有斐閣、1999年／第二版、2001年）
- 『政官スクラム型リーダーシップの崩壊』（東洋経済新報社、2010年）
- 『政と官の五十年』（第一法規、2018年）

### 共著
- （伊藤光利・辻中豊）『戦後日本の圧力団体』（東洋経済新報社、1986年）
- （伊藤光利）『地方議員の研究――「日本的政治風土」の主役たち』（日本経済新聞社、1986年）
- （伊藤光利・辻中豊）『日本の政治』（有斐閣、1992年／第二版、2001年）

### 編著
- 『行政学講義』（青林書院新社、1977年／新版、1985年）
- 『シリーズ東京を考える（2）東京の政治』（都市出版、1995年）
- 『平成バブル先送りの研究』（東洋経済新報社、2005年）
- 『テキストブック地方自治』（東洋経済新報社、2006年）
- 『公務改革の突破口――政策評価と人事行政』（東洋経済新報社、2008年）
- 『公務員制度改革――米・英・独・仏の動向を踏まえて』（学陽書房、2008年）
- 『公務員人事改革~最新 米・英・独・仏の動向を踏まえて』（学陽書房、2018年）

### 共編著
- （三宅一郎）『京都市政治の動態――大都市政治の総合的分析』（有斐閣、1981年）
- （西尾勝）『講座行政学（全6巻）』（有斐閣、1994年-1995年）
- State and Administration in Japan and Germany: A Comparative Perspective on Continuity and Change, co-edited with Frieder Naschold, (W. de Gruyter, 1996).
- Local Government Development in Post-war Japan, co-edited with Farrukh Iqbal and Ikuo Kume, (Oxford University Press, 2001).
- （水口憲人）『分権――何が変わるのか』（敬文堂、2001年）
- （奥野正寛）『平成バブルの研究（上・下）』（東洋経済新報社、2002年）
- （白石隆）『日本の政治経済とアジア諸国（上・下）』（国際日本文化研究センター、2003年）
- （稲継裕昭）『包括的地方自治ガバナンス改革』（東洋経済新報社、2003年）
- （久米郁男）『日本政治変動の30年――政治家・官僚・団体調査に見る構造変容』（東洋経済新報社、2006年）
- （竹内宏・渡辺利夫）『徹底検証東アジア』（勁草書房、2006年）
- （稲継裕昭・日本都市センター）『分権改革は都市行政機構を変えたか』（第一法規、2009年）
- （河野康子）『戦後政治学の展開 機会と挑戦の50年 村松岐夫オーラルヒストリー』（東洋経済新報社、2024年）

### 訳書
- セオドア・ロウィ『自由主義の終焉――現代政府の問題性』（木鐸社、1981年）

## 門下生
- 秋月謙吾（京都大学大学院法学研究科教授）
- 真渕勝（立命館大学政策科学部教授）
- 建林正彦（京都大学大学院法学研究科教授）
- 久米郁男（早稲田大学政治経済学術院教授）
- 待鳥聡史（京都大学大学院法学研究科教授）
- 村上弘（立命館大学法学部名誉教授）
- 北原鉄也（関西学院大学総合政策学部教授）
- 北山俊哉（関西学院大学法学部教授）
- 稲継裕昭（早稲田大学政治経済学術院教授）
- 笠京子（前・明治大学大学院ガバナンス研究科教授、2020年逝去）
- 松並潤（神戸大学大学院国際協力研究科教授）
- 品田裕（神戸大学大学院法学研究科教授）
- 大西裕（神戸大学大学院法学研究科教授）
- 北村亘（大阪大学大学院法学研究科教授）
- 上川龍之進（大阪大学大学院法学研究科教授）
- 芦立秀朗（京都産業大学法学部准教授）

### 註釈
1. ↑  静岡県小笠郡掛川町は、のちの静岡県掛川市に該当する。